# Paczka falowa

Paczka falowa nieulegająca dyspersji.

Paczka falowa ulegająca dyspersji. Grzbiety fali poruszają się szybciej niż paczka falowa, co odpowiada temu że prędkość fazowa jest większa od prędkości grupowej.

Paczka falowa, pakiet falowy – fala skupiona w ograniczonym obszarze przestrzeni.
Pojęcie używane w do opisu rozprzestrzeniania się fal o skończonym czasie trwania. W mechanice kwantowej pakiety falowe opisują fale materii
W przeciwieństwie do nieskończonych (niezlokalizowanych) fal, paczka falowa jest zaburzeniem zlokalizowanym, przemieszcza się w przestrzeni i przenosi informacje i energię, a prędkość, z jaką to się odbywa, zwana jest prędkością grupową.
Swobodną paczkę falową można traktować jako superpozycję (złożenie) harmonicznych fal płaskich o różnych częstotliwościach.

## Podejście matematyczne
Przykładem propagacji (rozchodzenia się) fali bez dyspersji jest fala płaska będąca rozwiązaniem równania falowego postaci:
{\displaystyle {\frac {\partial ^{2}u}{\partial t^{2}}}=c^{2}{\nabla ^{2}u},}
gdzie:
{\displaystyle c} – prędkość propagacji fali w danym ośrodku,
{\displaystyle u} – zmienna charakteryzująca chwilową amplitudę fali w punkcie {\displaystyle x} w chwili {\displaystyle t.}
Rozwiązaniem powyższego równania różniczkowego jest funkcja propagacji fali płaskiej:
{\displaystyle u({\vec {x}},t)=\mathrm {e} ^{\mathrm {i} ({\vec {k}}{\vec {x}}-\omega t)},}
gdzie:
{\displaystyle \mathrm {i} } – jednostka urojona,
{\displaystyle {\vec {k}}} – wektor falowy,
{\displaystyle \omega } – pulsacja (częstość kołowa),
Kwadrat długości wektora falowego {\displaystyle {\vec {k}}} w przypadku przestrzeni 3-wymiarowej jest sumą kwadratów liczb falowych względem poszczególnych osi:
{\displaystyle |{\vec {k}}|^{2}=k_{x}^{2}+k_{y}^{2}+k_{z}^{2}.}
Natomiast kwadrat pulsacji {\displaystyle \omega } może być zapisany jako:
{\displaystyle \omega ^{2}=|{\vec {k}}|^{2}c^{2}.}
Powyższa relacja pomiędzy {\displaystyle \omega ,} a {\displaystyle {\vec {k}}} jest prawdziwa, jeśli dana fala płaska jest rozwiązaniem równania falowego. Równanie to opisuje dyspersję fali w ośrodku materialnym.
Można uprościć to rozwiązanie, wybierając układ współrzędnych w taki sposób, aby fala płaska rozchodziła się w kierunku {\displaystyle x.} Rozwiązanie równania falowego przyjmuje wtedy postać:
{\displaystyle u(x,t)=A\mathrm {e} ^{\mathrm {i} (kx-\omega t)}+B\mathrm {e} ^{-\mathrm {i} (kx+\omega t)},}
w którym:
{\displaystyle \omega =kc,\,k=k_{x}.}
Pierwszy człon powyższego równania reprezentuje propagację fali w kierunku dodatnich {\displaystyle x,} jako że jest funkcją {\displaystyle x-ct.} Drugi człon, będący funkcją {\displaystyle x+ct,} reprezentuje propagację fali w kierunku ujemnych wartości {\displaystyle x.}
Jeśli paczka falowa jest silnie zlokalizowana, oznacza to, że ma więcej składowych koniecznych do konstruktywnej interferencji w obszarze paczki, i destruktywnej interferencji w obszarze gdzie następuje wygaszenie.
Przechodząc z dziedziny czasu {\displaystyle t} do dziedziny pulsacji {\displaystyle \omega ,} dokonuje się unitarnej transformacji Fouriera i otrzymuje się uogólnioną postać paczki falowej, poprawną z punktu widzenia podstawowego rozwiązania w 1-wymiarowej przestrzeni:
{\displaystyle u(x,t)={\frac {1}{\sqrt {2\pi }}}\int _{-\infty }^{\infty }A(k)~\mathrm {e} ^{\mathrm {i} (kx-\omega (k)t)}\,\mathrm {d} k.}
W przypadku gdy:
{\displaystyle \omega (k)=kc\Leftarrow u(x,t)=F(x-ct),}
paczka porusza się w kierunku dodatnim, oraz w kierunku ujemnym gdy:
{\displaystyle \omega (k)=-kc\Leftarrow u(x,t)=F(x+ct).}
Czynnik stojący przed całką pojawia się tutaj przez wykonanie transformacji Fouriera. Amplituda {\displaystyle A(k)} w tym wzorze jest przez zależność dyspersyjną funkcją {\displaystyle \omega .} Zawiera ona współczynniki liniowych superpozycji fal płaskich. Współczynniki te mogą zostać wyrażone jako funkcja {\displaystyle u(x,t)} ewaluowana w granicy przy {\displaystyle t=0,} z relacji wynikającą z odwrotnej transformacji Fouriera:
{\displaystyle A(k)={\frac {1}{\sqrt {2\pi }}}\int _{-\infty }^{\infty }u(x,0)~\mathrm {e} ^{-\mathrm {i} kx}\,\mathrm {d} x.}